# Neoescolàstica

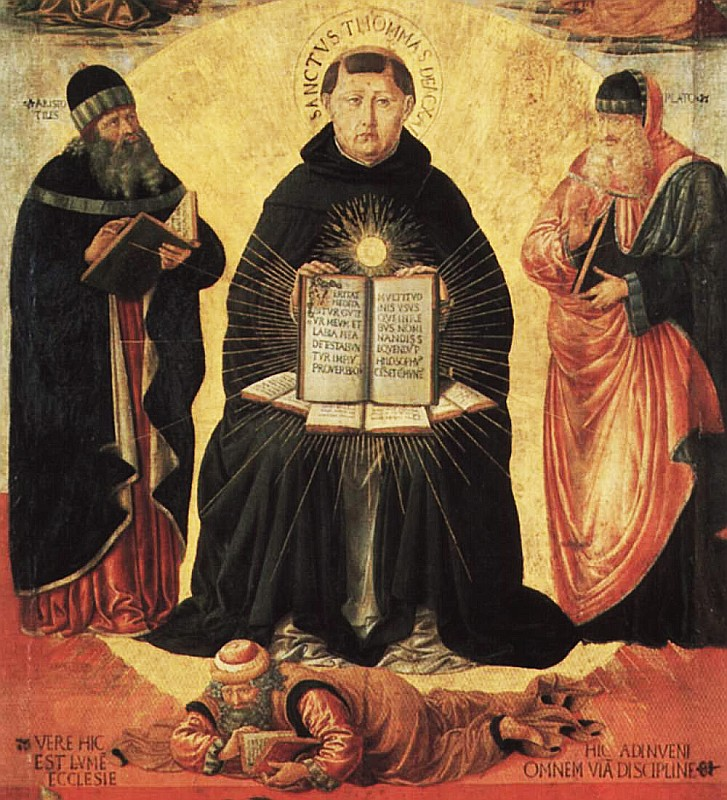
El triomf de Sant Tomàs d'Aquino, pintura de Benozzo Gozzoli, conservada al Museu del Louvre

La neoescolàstica és un corrent filosòfic iniciat el segle xix que suposà el renaixement i desenvolupament de la filosofia escolàstica de l'edat mitjana en les condicions de la modernitat.
Més que una resurrecció d'una filosofia extinta temps enrere es tracta d'una regeneració de la metafísica, sorgida a l'antiga Grècia i recuperada dels temps medievals que mai havia deixat de fer-se present en l'ensenyament catòlic. El corrent més vigorós d'aquest moviment va ser el neotomisme, perquè en bona part va ser Tomàs d'Aquino qui va donar forma final a l'escolàstica al segle xiii i en part perquè va prendre força la idea que només el tomisme podia infondre vitalitat a una escolàstica del segle xx. La neoescolàstica s'inicià a Roma entre cercles de pares paüls i jesuïtes com a resposta a la ideologia de la Revolució francesa i amb l'encoratjament del Papa Lleó XIII en l'encíclica «Aeterni Patris» (4 d'agost de 1879) que l'elevà al rang de filosofia oficial de la religió catòlica es va difondre a Europa en centres universitaris com Lovaina, Milà, Friburg i París.
A Catalunya el precursor d'aquest corrent fou Jaume Balmes i ha estat el nucli central de la filosofia impartida al Departament de Metafísica de la Universitat de Barcelona al llarg de més d'un segle. Entre els que reberen la influència del seu pensament n'és el representant més conegut el bisbe Josep Torras i Bages. Tot i que alguns pensadors catòlics i progressistes com Jaume Serra Hunter i Josep Maria Capdevila abans de la guerra o Jaume Bofill i Bofill posteriorment, intentaren modernitzar-la, la filosofia tomista catalana és l'expressió d'un integrisme religiós i filosòfic ultrancer. L'Escola tomista de Barcelona és un dels bastions més importants del tomisme europeu.